# Großsteingrab Großpaschleben
Das Großsteingrab Großpaschleben war eine jungsteinzeitliche megalithische Grabanlage in Großpaschleben, einem Ortsteil der Gemeinde Osternienburger Land im Landkreis Anhalt-Bitterfeld, Sachsen-Anhalt. Es wurde Ende des 19. Jahrhunderts zerstört. Die Anlage besaß eine Hügelschüttung in der eine steinerne Grabkammer lag. Weitere Angaben liegen nicht vor. Die exakte Lage, der genaue Grabtyp und die kulturelle Zugehörigkeit des Grabes sind daher nicht mehr zu ermitteln.